# Biblioteca Pública Richmond
La biblioteca Pública Richmond es una biblioteca pública situada en Richmond, Columbia Británica, Canadá. La biblioteca cuenta con cuatro sucursales en la ciudad: Brighouse (Principal), Steveston, Ironwood, y Cambie. La biblioteca también ofrece servicio semanal de divulgación a la zona de Hamilton.
La biblioteca ha ganado numerosos premios, incluyendo el Premio John Cotton Dana de Relaciones Públicas en 2008.

## Servicios
Cuenta con salas de libros, DVD, CD de música, juegos de video en una variedad de idiomas para niños y adultos, informática e Internet, estaciones de trabajo (MSWindows, navegación web, MSOffice, accesorios básicos de aplicaciones-programas), un Language Learning Center y herramientas de aprendizaje de idiomas, salas de estar programas para niños y adultos y el Launchpad, un espacio de creación en la sucursal de Brighouse donde se proporcionan impresoras 3D, máquinas Cricut, estaciones de digitalización y escáneres.